# Estación Villa Alemana
Villa Alemana es una estación de la línea Tren Limache-Puerto. Está situada en el sector centro de la Comuna de Villa Alemana, Gran Valparaíso, Chile, 
Antiguamente prestó servicios para el Ferrocarril Santiago-Valparaíso y el Metro Regional de Valparaíso.

## Historia

### Sigloxix
La construcción del ferrocarril comenzó desde Valparaíso con dirección a Santiago; el tramo de la línea del tren entre Quilpué y Limache fue inaugurado el 24 de diciembre de 1856.

### Sigloxxi
La Empresa de los Ferrocarriles del Estado reinauguró en marzo de 2025 la estación, luego de haber mejorado la accesibilidad universal mediante obras de infraestructura que incluyeron rampas, ascensores y rutas para personas con discapacidad visual. El proyecto, que representó una inversión de $6.900 millones, busca facilitar el acceso y uso del transporte ferroviario a todos los usuarios.

## referencias
1. ↑  Olayo López, José (1910). «Generalidades de Chile y sus ferrocarriles en 1910». Biblioteca Nacional Digital. Consultado el 8 de marzo de 2025.
2. ↑  «EFE reinaugura las estaciones Quilpué y Villa Alemana con accesibilidad universal». Radio Festival. 7 de marzo de 2025. Consultado el 8 de marzo de 2025.